# Aphthona nonstriata
Aphthona nonstriata là một loài bọ cánh cứng trong họ Chrysomelidae. Loài này được Goeze miêu tả khoa học năm 1777.

## Hình ảnh

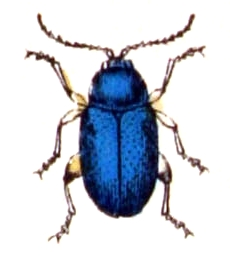